# Topólcza
Topólcza – wieś w Polsce położona w województwie lubelskim, w powiecie zamojskim, w gminie Zwierzyniec.
Wieś jest sołectwem w gminie Zwierzyniec. Według Narodowego Spisu Powszechnego z roku 2011 wieś liczyła 281 mieszkańców. 
Wieś jest siedzibą rzymskokatolickiej parafii św. Izydora. We wsi znajduje się jednonawowa cerkiew murowana w stylu rosyjsko-bizantyjskim z początku XX w. W okresie międzywojennym cerkiew przekazano Kościołowi rzymskokatolickiemu oraz usunięto kopuły. W świątyni zachowały się zabytkowe prawosławne ikony.
Prywatna wieś szlachecka Topolcza położona była na przełomie XVI i XVII wieku w ziemi chełmskiej województwa ruskiego. W latach 1975–1998 miejscowość administracyjnie należała do województwa zamojskiego.